# 高泽莱
高泽莱，直隶静海（今天津静海）人，是一名清朝政治人物。
高泽莱曾于1730年接替鲁弘璋任金山县知县一职，1732年由孙见龙接任。